# Małachowice-Kolonia
Małachowice-Kolonia – wieś w Polsce położona w województwie łódzkim, w powiecie zgierskim, w gminie Ozorków.
W latach 1975–1998 miejscowość administracyjnie należała do ówczesnego województwa łódzkiego.
Zobacz też: Małachowice